# گیوم سابورن
گیوم سابورن (انگلیسی: Guillaume Sabourin؛ زادهٔ ۲۵ سپتامبر ۱۹۷۹) بازیکن فوتبال اهل فرانسه است.
از باشگاه‌هایی که در آن بازی کرده‌است می‌توان به باشگاه فوتبال سن-اتین اشاره کرد.